# Ishtar (zespół muzyczny)
Ishtar – belgijski zespół muzyczny wykonujący muzykę folkową założony w 2003 roku, reprezentant Belgii podczas 53. Konkursu Piosenki Eurowizji w 2008 roku.

## Historia zespołu
Zespół Ishtar został założony w 2003 roku. Dwa lata później grupa wydała swój debiutancki album Troubamour, na którym znalazły się nowe aranżacje średniowiecznych piosenek miłosnych w kilku europejskich językach (w tym po: islandzku, holendersku, grecku, rumuńsku, bułgarsku, estońsku i serbsku). Zaczęli też pisać swoje autorskie kompozycje w nieistniejących językach.
9 marca 2008 roku Ishtar wygrał krajowe selekcje do 53 Konkursu Piosenki Eurowizji z utworem „O julissi na jalini”, który napisał Michel Vangheluwe. Piosenka trafiła na pierwsze miejsce flamandzkiej listy przebojów Ultratop 50. 29 kwietnia zespół wydał swój drugi album pt. O Julissi.
W maju grupa wyruszyła w trasę promocyjną po Europie, a 20 maja wystąpiła w pierwszym półfinale festiwalu z szóstym numerem startowym. Ze względu na regulamin konkursu, na scenie mogło wystąpić jedynie sześciu z dziesięciu członków zespołu. Otrzymał 16 punktów i zajął 17. miejsce, które nie zapewniło mu awansu do finału.

## Dyskografia

### Albumy studyjne
- Troubamour (2003)
- O Julissi (2008)